# Saint-Gratien (Somme)
Saint-Gratien település Franciaországban, Somme megyében. Lakosainak száma 386 fő (2022. január 1.). Saint-Gratien Allonville, Cardonnette, Fréchencourt, Molliens-au-Bois, Montigny-sur-l’Hallue, Querrieu és Rainneville községekkel határos.

## Népesség
A település népessége az elmúlt években az alábbi módon változott:
| Lakosok száma | 373  | 374  | 383  | 377  | 380  | 382  | 383  | 381  | 386  |
|               | 2013 | 2015 | 2016 | 2017 | 2018 | 2019 | 2020 | 2021 | 2022 |